# Suchoj T-4
Suchoj T-4 „Sotka“ byl prototyp sovětského bombardéru, speciálně určeného k boji proti letadlovým lodím. Vývoj probíhal na přelomu 60. a 70. let 20. století. Stroj měl dosahovat rychlostí řádu Mach 3, předpokládala se výzbroj tvořená dvojicí protilodních střel dalekého dosahu s konvenční nebo jadernou hlavicí. Letoun zůstal pouze ve stadiu prototypu. V literatuře je také někdy označován jako „Izdělije 100“ (výrobek 100).

## Zbraň proti letadlové lodi
Letadlové lodě v současnosti představují jednu z nejúčinnějších zbraní vůbec. Vyznačují se vysokou mobilitou, která jim umožňuje zasahovat globálně na všech mořích a oceánech. Jejich letecká skupina může provádět koncentrované útoky na velkou vzdálenost, stejně jako napadat jednotlivé cíle, od sebe i velmi vzdálené. Dokáže bojovat proti pozemním i námořním objektům, letadlům, ponorkám nebo řízeným střelám s plochou dráhou letu. Konstrukce letadlové lodě je ale složitá a její stavba nesmírně nákladná, proto SSSR zařadil do výzbroje námořnictva letadlové lodě až relativně pozdě, kdy mu to umožnil pokrok v technologii a současně i ekonomické podmínky. Musel se ale nějak vypořádat s hrozbou představovanou letadlovými loděmi USA, Velké Británie a Francie, které běžně křižovaly ve Středozemním moři a na všech oceánech, obklopujících území SSSR – s výjimkou Severního ledového.
Na počátku 60. let 20. století byl hlavní sovětskou zbraní proti letadlovým lodím osvědčený proudový bombardér Tupolev Tu-16 verze KS, nesoucí střely Raduga KS-1 s doletem 90 km. Právě v této době přišly do výzbroje US Navy famózní stíhací letouny McDonnell F-4 „Phantom II“, vyznačující se mimo jiné i neobvykle velkým doletem, který umožnil rozšířit pásmo činnosti protivzdušné stíhací ochrany svazů letadlových lodí na vzdálenost 320 km. F-4 Phantom II byl pro bombardér Tupolev Tu-16 nebezpečným protivníkem. Možnost úspěšného napadení lodí střelou KS-1 se stala čistě hypotetickou. Náhrada v podobě letounů Tupolev Tu-22 byla kvůli hromadícím se konstrukčním potížím v nedohlednu. Navíc, Tupolev Tu-22 byl sice schopen dosáhnout rychlosti Mach 1,5 (1640 km/h) v „čisté“ konfiguraci a jeho střely Raduga Ch-22 měly mít dolet až 550 km, ale i tento letoun byl oprávněně považován za příliš zranitelný protiakcí stíhací ochrany napadené lodě.
Řešením se měl stát nový stroj, schopný zaútočit natolik vysokou rychlostí, aby protivník už neměl čas na hrozbu zareagovat. Podmínkou byla i schopnost úderu na takovou vzdálenost, kdy ke zničení nepřátelských letadlových lodí dojde ještě před vzletem jejich útočné skupiny. Do konkurzu se přihlásily konstrukční kanceláře Tupolev s projektem „135“, Jakovlevův typ Jak-33 a Suchoj T-4. Vítězem byl vyhlášen projekt Pavla Suchoje.

## Vývoj

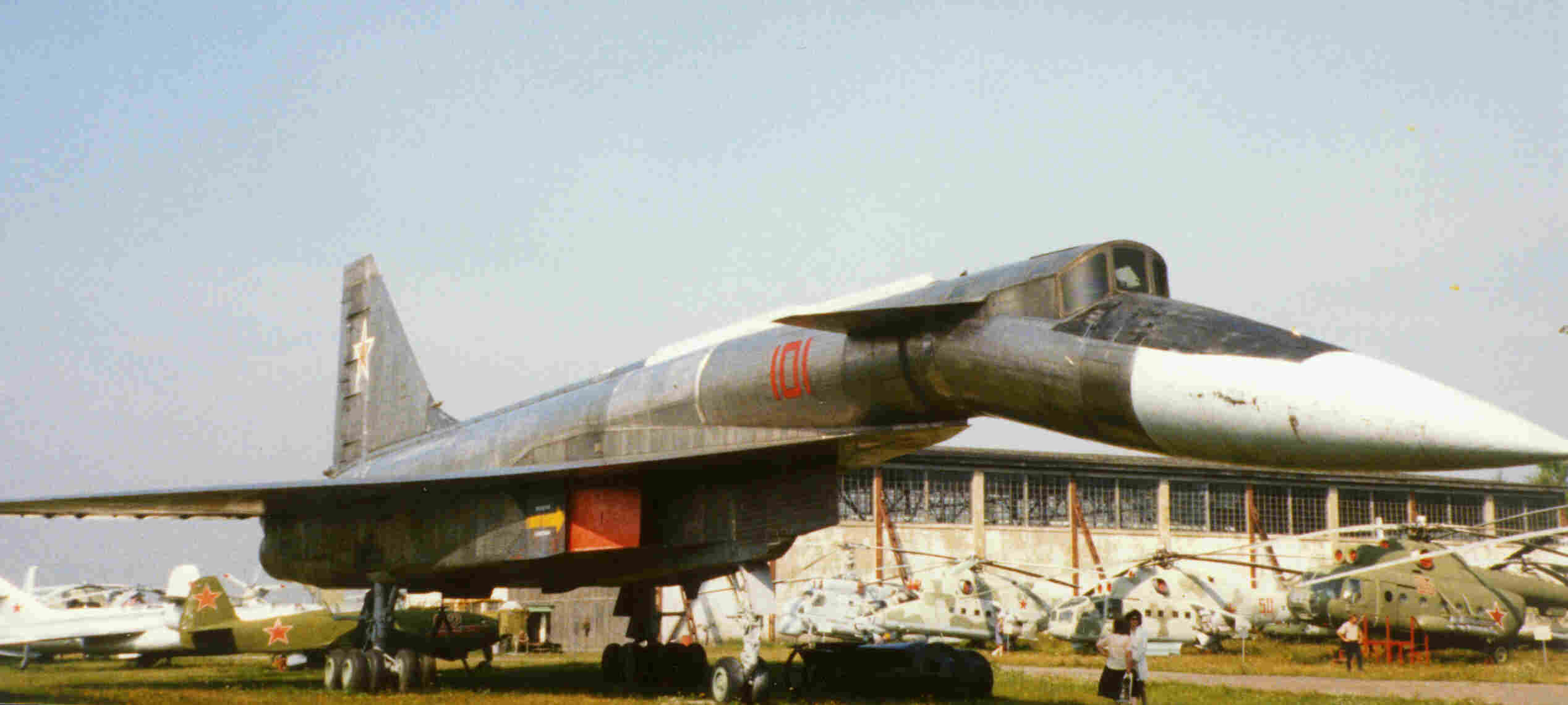
T-4 v muzeu na letišti Monino u Moskvy

Šéfkonstruktérem nového typu byl na podzim 1962 jmenován N. S. Čerňakov, který měl zkušenosti s používáním titanu na třímachových řízených střelách. Mnoho problémů zvláště v oblasti metalurgie a obrábění bylo již vyřešeno v souvislosti s vývojem letounu MiG-25, proto byla zvolena obdobná skořepinová konstrukce svařovaná z niklové oceli a titanových slitin. Ne vše vyvinuté pro dvacetitunový letoun schopný pouze krátkých výletů za hranici M=3 lze beze zbytku aplikovat na takřka čtyřikrát těžší stroj, který se měl pohybovat rychlostí 3 000 km/h celé hodiny. Tak se například v SSSR nenašel vhodný materiál pro zasklení kabiny, který by odolal aerodynamickému ohřevu (Ostatně, i čelní sklo MiGu-25 se za letu rychlostmi M=3,2 navzdory chlazení ofukováním studeným vzduchem natavovalo.), proto měl T-4 sklopnou příď, podobně jako britský Fairey Delta 2 nebo dopravní Concorde a Tu-144. Za letu byla příď ve zdvižené poloze. Do rychlosti 600 km/h mohl pilot využívat alespoň omezený výhled periskopem instalovaným ve stropě kabiny, pak se zasouval i ten a let probíhal výhradně podle přístrojů. Při vzletu a přistání se příď i s vestavěným radiolokátorem sklopila dolů a odkryla výhled rozměrným čelním oknem. Pro Suchoj T-4 bylo vyvinuto analogové elektrohydraulické řízení, předchůdce současného digitálního systému „řízení po drátě“ – FBW (fly-by-wire, v SSSR označované EDSU), bez mechanické vazby mezi řídící pákou a kormidly. Nicméně, mechanický systém byl ponechán jako záložní a konstruktéři pro jistotu navrhli letoun s malou zásobou vrozené stability. Ovládání pomocí záložního systému sice vyžadovalo více síly a stroj byl současně velice citlivý na hrubé zásahy, nicméně i po vysazení EDSU pilot mohl dovést svůj letoun zpět na základnu. Potíže trvale působil i vývoj astronavigačního systému a také zaměřovačů využívajících radiolokátor dalekého dosahu, který měl být schopen odlišit letadlovou loď od ostatních plavidel svazu.
Stavba prototypu byla zahájena v prosinci 1965, pojížděcí zkoušky začaly 20. dubna 1972. První vzlet prototypu se uskutečnil 22. srpna 1972 s osádkou Vladimir Iljušin a N. A. Alferov.

## Zkoušky prototypu

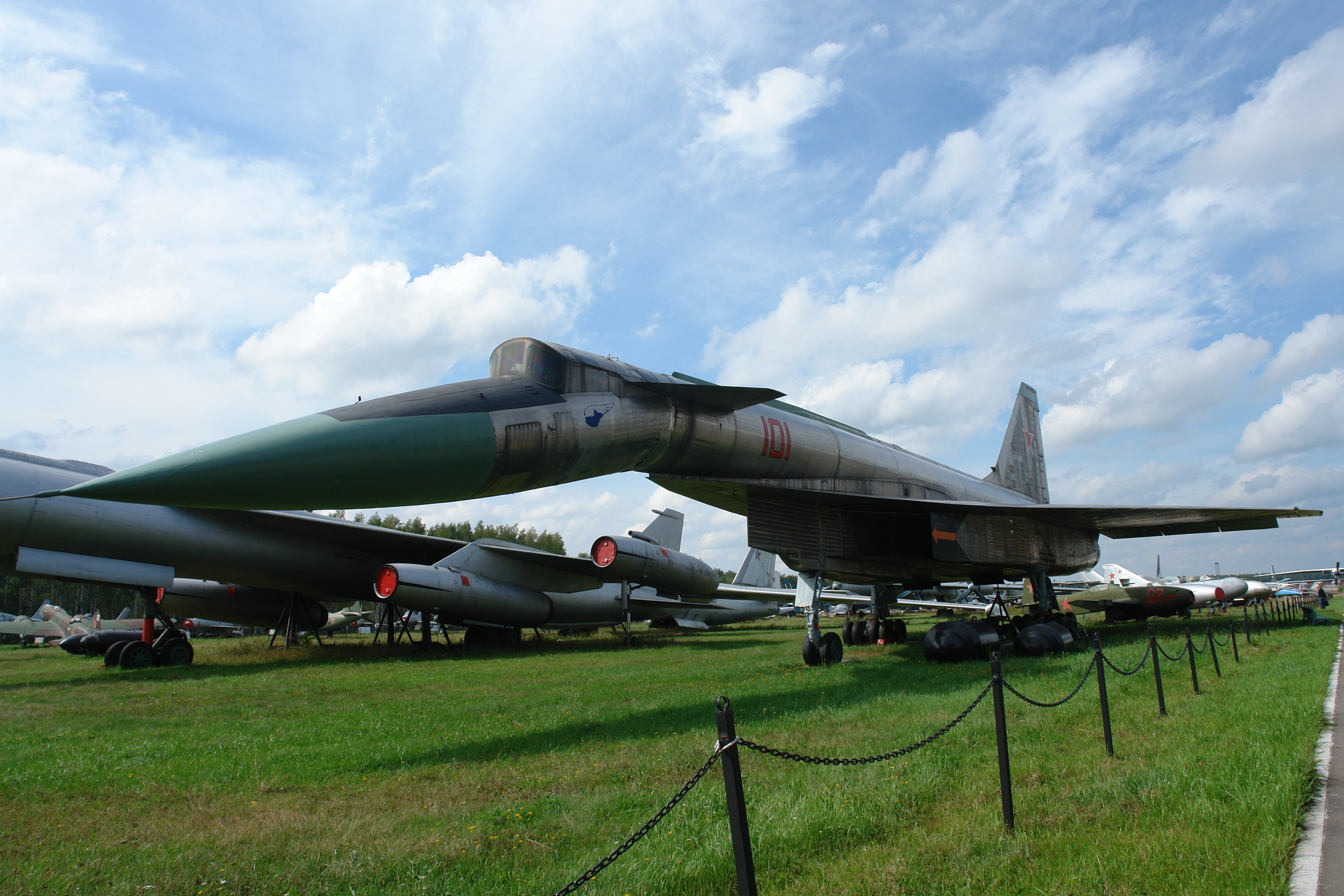
T-4 opět v muzeu na letišti Monino

Už první let prokázal, že Suchoj T-4 má se systémem EDSU dobré letové vlastnosti, je snadno řiditelný a za letu stabilní. Rychlost zvuku byla poprvé překonána 6. srpna 1973 (Mach 1,28), do konce zkoušek se podařilo dosáhnout Mach 2,8. Prototyp nalétal celkem 10 hodin 20 minut při deseti zkušebních letech. Již tehdy bylo jasné, že ani SSSR si nemůže dovolit pořízení tak nákladného jednoúčelového letounu. (Ačkoli se uvažovalo také o průzkumné variantě, vybavené optickými nebo infračervenými čidly a radarem s bočním vyzařováním.) Posledním hřebíčkem do rakve nadějného stroje byla zákulisní jednání mezi velením sovětského letectva a konstrukční kanceláří Tupolev, která chtěla uplatnit svůj typ Tu-22M a připravit cestu pro nově připravovaný Tu-160 (kód NATO: „Blackjack“).
Veškeré práce na projektu Suchoj T-4 skončily 28. ledna 1976. Dva rozestavěné prototypy byly sešrotovány, první exemplář z letových zkoušek předán do Muzea letecké techniky v Moninu.
V úloze stroje pro ničení letadlových lodí byl T-4 nahrazen podstatně méně výkonným letounem Tupolev Tu-22M, který přišel do výzbroje sovětského letectva od roku 1978. Protože i jeho možnosti útoku na bráněné letadlové lodě jsou silně limitované, už v 80. letech začaly být „dvaadvacítky“ považované jen za podpůrný prostředek a hlavní tíha případného boje s letadlovými loděmi přešla na jaderné ponorky třídy Antěj (kód NATO: „Oscar II“), vyzbrojené střelami s plochou dráhou letu P-700 „Granit“ (kód NATO: SS-N-19 „Shipwreck“).

## Popis a technická data letounu

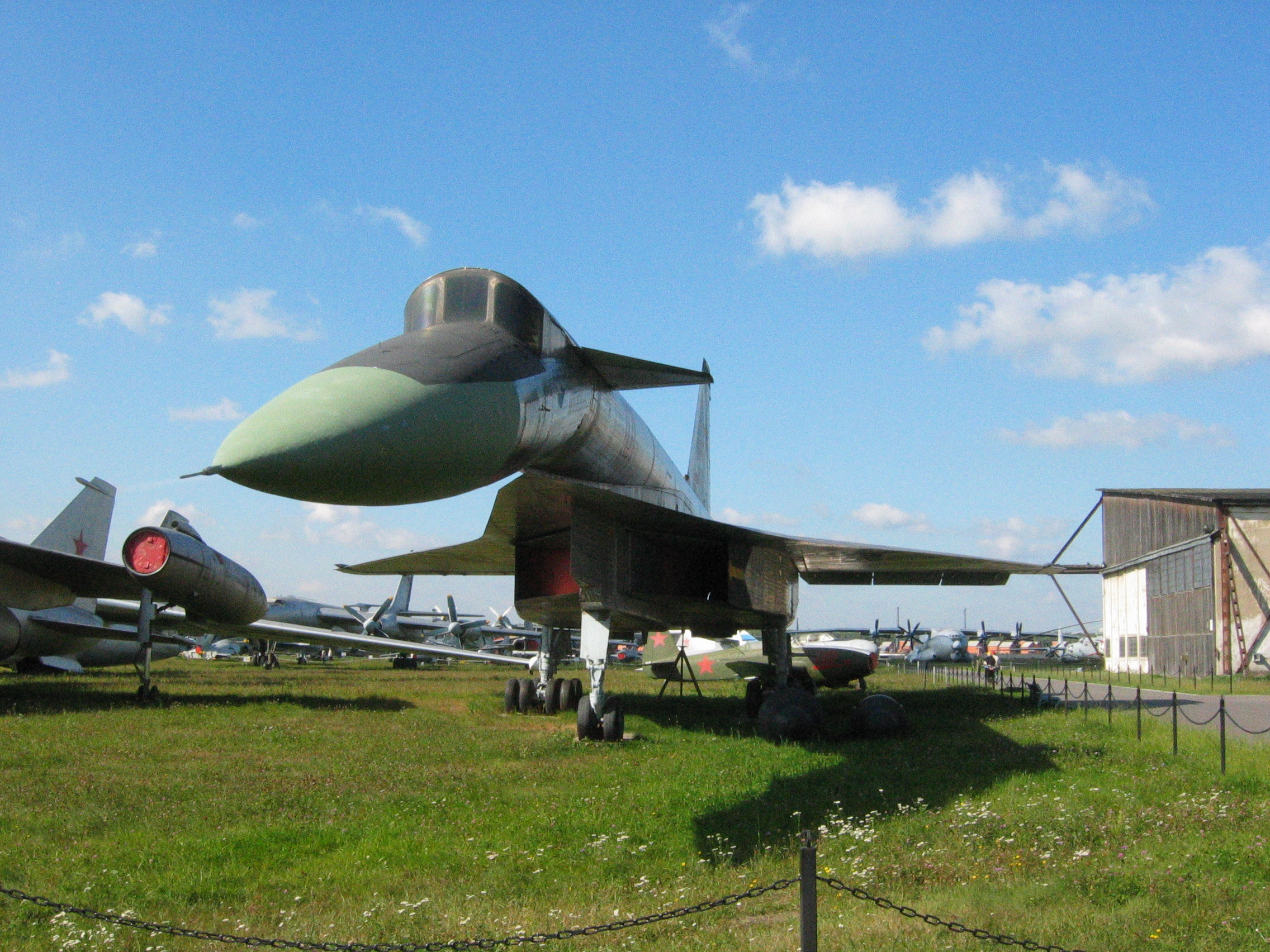
A zase v muzeu na letišti Monino

Suchoj T-4 „Sotka“ (člunek tkalcovského stavu) je čtyřmotorový letoun určený k ničení letadlových lodí pomocí dvojice řízených střel Ch-45, případně v dalších verzích k průzkumu při vysokých rychlostech.
Konstrukce letounu je poloskořepina, svařená z niklové oceli a titanových slitin.
Trup má v přední části prostor určený k instalaci radiolokátoru dalekého dosahu. Celá příď se během vzletu a přistání sklápí pomocí hydromotorů, za letu se napřímí a pilot může kromě malých bočních oken využívat do rychlosti 600 km/h periskop ve stropě kabiny. Další let probíhá výhradně podle přístrojů. Následuje přetlaková kabina osádky, která je kvůli možnosti přežití v případě dehermetizace letounu oblečena do výškových skafandrů. Díky vysokému stupni automatizace systémů a velmi specifickému způsobu předpokládaného nasazení stačí k ovládání tak velkého stroje pouze dva letci, pilot a navigátor / operátor zbraňových systémů. Vstup do kabiny je zleva, dozadu odklápěnými kryty. Oba členové osádky sedí na vystřelovacích sedadlech K-36, mírně vlevo od podélné osy letounu. Za kabinou je úsek palubní elektroniky, vybavený klimatizací. Zbytek trupu vyplňují palivové nádrže.
Letoun má bezocasou koncepci s malými destabilizátory v přední části trupu.
Křídlo je třídílné ve tvaru písmene delta, umístěné pod trupem letounu. Ovládání zajišťují řídící plochy (tzv. elevony) na odtokové hraně, spojující funkci křidélek i vztlakových klapek. Přední část centroplánu slouží jako další palivová nádrž. Protože u delta – křídla se při nadzvukových rychlostech projevuje posun centra vztlaku směrem vzad, automatický systém aktivně vyvažuje letoun přečerpáváním paliva z předních do zadních nádrží (Při zpomalení se palivo vrací zpět).
Ocasní plochy tvoří pouze dvojdílná směrovka s výrazně šípovým kýlem.
Pohon letounu obstarávají čtyři dvouproudové motory Kolesov RD-36-41 s přídavným spalováním, umístěné pod společným krytem pod křídlem. Regulovatelné vstupy jsou vybaveny generátory rázové vlny a slouží vždy pro dvojici motorů současně. Výstupní trysky lze nastavit v závislosti na rychlosti a výšce letu. Speciální palivo je odolné vůči vysokým teplotám. Údaje o statickém tahu motoru RD-36-41 se v pramenech liší, nejčastěji uváděná hodnota činí 135 kN (61 kN s přídavným spalováním).
Pilot ovládá letoun řídící pákou prostřednictvím elektrohydraulického systému EDSU s umělou stabilitou, v nouzi mechanicky. Na T-4 se uplatnil vysoký stupeň automatizace, mimo jiné u nastavování režimu práce motorů. Hydraulická kapalina je schopná odolávat vysokým teplotám. Do potrubí jsou vřazeny dilatační členy, kompenzující teplotní roztažnost materiálů při aerodynamickém ohřevu letounu.
Prototyp nebyl vybaven radiolokátorem ani jinými detekčními, zaměřovacími nebo průzkumnými systémy.
Letoun měl nést pod trupem dvojici řízených střel Ch-45 s raketovým motorem na TPH (tuhé pohonné hmoty), předpokládaným doletem 600 km a rychlostí 3000–3600 km/h. Předpokládala se jaderná hlavice nebo konvenční trhavě-kumulativní nálož o hmotnosti 600 kg (někdy je uváděno 500 kg). Pro T-4 byl připravován i speciální podtrupový kontejner pro pumy nebo palivo, podobný, jaký nesl americký bombardér Convair B-58 „Hustler“.
Dojezd letounu zkracovala čtveřice brzdících padáků, vypouštěná z kužele zakončujícího trup. Ve spojení s účinnými brzdami na kolech hlavního podvozku dokázaly zkrátit doběh po přistání na 800–900 m.
Suchoj T-4 byl vybaven systémem nouzového vypouštění paliva, hasicími systémy hydrauliky, motorů, rozvodů paliva i samotných nádrží, plněných inertním dusíkem z tlakových lahví.

## Specifikace
- Osádka: 2
- Délka: 44,5 m
- Rozpětí: 22,0 m
- Výška: 11,2 m
- Nosná plocha: 295,7 m²

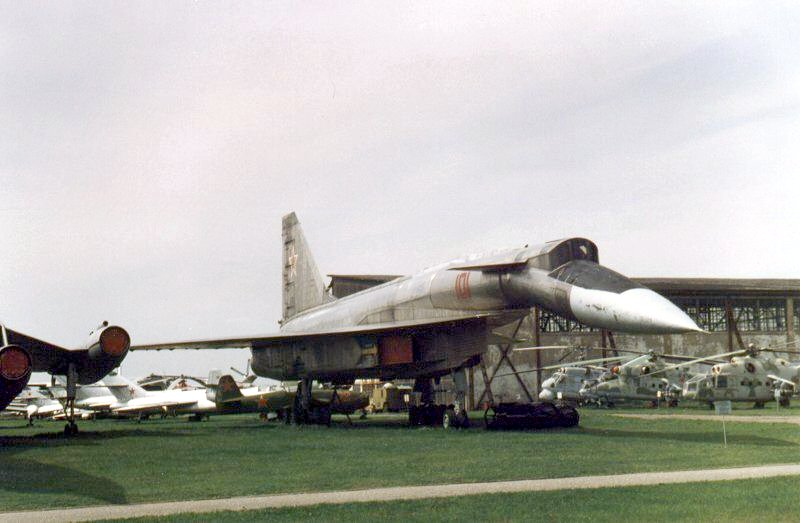
A ještě jednou na letišti Monino u Moskvy

- Hmotnost prázdného letounu: 55 600 kg
- Maximální vzletová hmotnost: 110 000 kg
- Motory: 4× Kolesov RD-36-41, dvouproudové s přídavným spalováním
- Statický tah maximálně: 135 kN
- Statický tah s přídavným spalováním: 161 kN
- Výkony: Uvedeny vypočtené hodnoty
- Maximální rychlost: 3200 km/h
- Cestovní rychlost: 3000 km/h
- Předávací dolet maximálně: 7000 km
- Bojový dolet: 3000 km
- Maximální dostup: 20 000–24 000 m
- Stoupavost:
- Plošné zatížení u prototypu: 372 kg/m²
- Poměr tahu a hmotnosti letounu: 0,578
- Výzbroj: prototyp létal bez výzbroje, u operačních strojů se předpokládala dvojice protilodních střel Ch-45

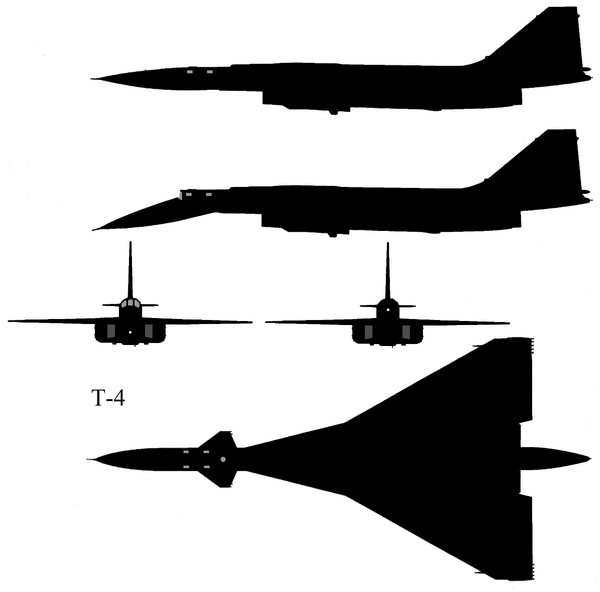
T-4
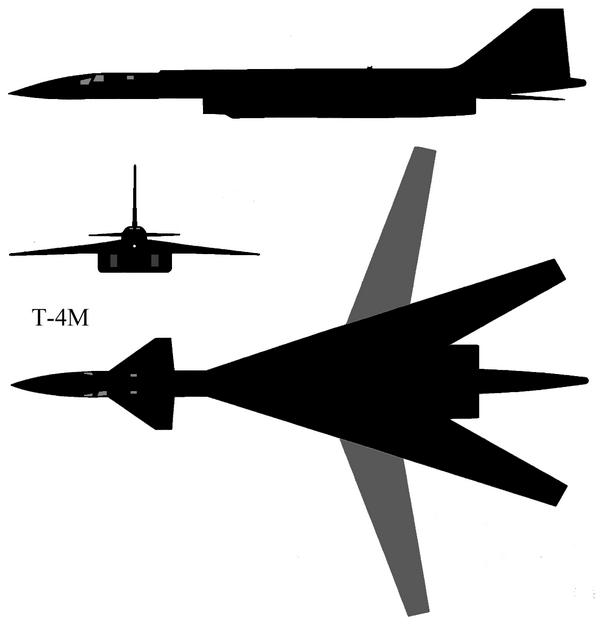
T-4M
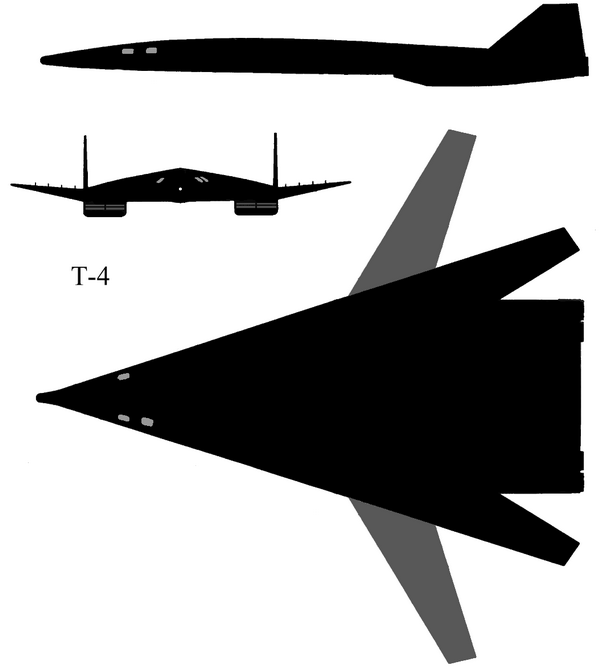
T4MS